# Antykonformizm
Antykonformizm – postawa społeczna, charakteryzująca się bezkrytycznym odrzucaniem ogólnie przyjętych reguł i wzorów postępowania. Stoi w opozycji do konformizmu i jest bezrefleksyjną formą nonkonformizmu. Antykonformizm może być rozumiany jako specyficzna forma konformizmu – dana osoba również jest pod wpływem grupy i nacisku grupy, nie jest niezależna. Niezależność rozumiana jest jako nonkonformizm.
Stanisław Pawlica tak definiuje antykonformizm:

Być antykonformistą w społeczeństwie, to najpierw się nie zgadzać, a później się zastanawiać; odwrotnie ma się rzecz z konformizmem. Nonkonformista zaś powstrzymuje się od sądu, dopóki sprawy nie przemyśli.

Antykonformizm jest buntem, opozycją w stosunku do konformizmu.